# Víctor Chab
F Víctor Chab (Buenos Aires, 6 de septiembre de 1930-5 de noviembre de 2024) fue un pintor argentino.

## Biografía
Nació en Buenos Aires, el 6 de septiembre de 1930. Sus padres, ambos inmigrantes sirios de origen judío nacidos en Damasco, luego de un breve paso por Cuba, se instalaron en la Argentina donde se dedicaron al comercio.
A los 13 años, apenas salido de la escuela primaria, ya había definido su vocación por la pintura. Autodidacta, asistió a diversos talleres –brevemente el de Cecilia Marcovich y Demetrio Urruchúa– hasta que conoce el taller libre MEEBA (Mutual de Estudiantes y Egresados de Bellas Artes) donde ejercitó el oficio.
En 1947 obtiene el Segundo Premio del XXVI Salón Anual de MEEBA. El jurado, integrado por Antonio Berni y Miguel Carlos Victorica, entre otros, otorgó este premio a la obra Manzana sobre mesa, que el crítico Gonzalo del Castillo calificó de «sensible», característica inusual para un artista de sólo 17 años. A pesar de este temprano reconocimiento, Chab quemó en el patio de su casa en Villa Urquiza toda la obra producida en los años previos a su primera exposición individual.
En 1952 conoce a Juan Andralis, alumno del pintor surrealista Batlle Planas, con quien entabló una estrecha amistad de profunda compenetración intelectual. Aprendió francés para poder leer de primera mano los textos de André Bretón y los surrealistas que se convirtieron en su referente poético. Es una época de gran avidez en la que tomó contacto sistemáticamente con el arte universal y contemporáneo.
En 1952 realizó la primera exposición individual en la ciudad de Buenos Aires. Presentó la obra Diálogo  que fue representativa de esta primera pasión surrealista en su manera más ortodoxa. El azar, uno de los conceptos básicos del movimiento, intervino en la elección de la técnica utilizada, la tinta. En ese momento estaba cumpliendo con el servicio militar en una oficina en Tandil, encontró tintas y comenzó a experimentar con ellas. Sus obras de los dos siguientes años trasuntan su visión personal del surrealismo.
En 1954 expuso en Buenos Aires, «Seis pintores», junto a cinco alumnos de Batlle Planas: Roberto Aizenberg, Guillermo Berrier, Inés Blumencweig, Julio Silva y Jorge Kleiman. Continuó experimentando con tintas como en las obras Saludo del ángel, y Otra versión de Maldoror. Del grafismo muy suelto surgen las formas a partir del método de la libre asociación de ideas. También los collages de imágenes y de textos entran en el ámbito de sus intereses ligados al surrealismo; los «poemas encontrados» en su disposición poética de palabras tomadas al azar de distintos diarios y revista, y las escenas inverosímiles producto de la unión de imágenes.
1955 fue el fin de la etapa de ortodoxia surrealista, comenzó con una geometría libre, poética, que se ha emparentado con la iconografía de Paul Klee y Joan Miró. Paralelamente trabajó en una vertiente geométrica sígnica, de tono más racional, que se resuelve en planos y figuras de colores netos. También de este momento es una serie de «témperas lavadas» en las que combinó los efectos producidos por la mezcla de témperas y tinta china. Sobre una base de planos a la témpera, cubrió con tinta china la totalidad de la superficie y la deja secar. Luego mojó con agua el papel y, la tinta que cubría a la témpera, se escurre. Así, el negro de tinta solo permanece en aquellos lugares que –con intención o por azar– no fueron cubiertos por la témpera. La calidad visual de estas obras es cercana a la de la xilografía.
Fue elegido para participar en la XXVIII Bienal Internacional de Venecia, de 1956, representando a la Argentina.
En la etapa 1956-1959 predominan los rasgos geométricos, la intervención de la razón nunca eliminó totalmente su imaginación.
En 1957 reunió al grupo conocido como «Siete pintores abstractos»: Rómulo Macció, Clorindo Testa, Josefina Robirosa, Kasuya Sakai, Marta Peluffo, Osvaldo Borda y el propio Chab. Macció diseñó el catálogo que –inusual por su calidad para la época– retrata a los artistas y documenta con fotos las obras exhibidas. El grupo, heterogéneo como lo mostró la carrera posterior de cada uno de ellos, participó del denominador común de una abstracción libre. Sobre la base del grupo el poeta y crítico Julio Llinás organizó el «Grupo Boa» filial argentina del movimiento internacional Phases. Este se propone un programa de exposiciones y publicaciones -entre ellas la revista del mismo nombre- que aglutine los artistas actuantes en distintas poéticas resultantes del encuentro entre el surrealismo y la abstracción lírica. 
Entre 1960 y 1962 fue una etapa de grandes telas trabajadas con óleo en el que la gestualidad es el elemento predominante. Desde el comienzo de la década participó de exposiciones de arte argentino contemporáneo en Argentina y en el exterior. 1962 fue el año del comienzo de una serie que se extiende a lo largo de una década y que la crítica denominó «Bestiario»: formas abstractas con reminiscencias zoomórficas.  Impactado por Bestiario de Julio Cortazár.
Las formas surgen por la interacción entre oscuridad del fondo y la luminosidad de las formas. En partes tiene contornos bien definidos y en otras se funde en el fondo. Utilizó el empaste y la veladura y el frotado de la superficie pictórica. 
En 1964 participó en exposiciones internacionales de promoción del arte argentino.
En 1967 participó de la antología del surrealismo en la Argentina que organiza Aldo Pellegrini en el Centro de Artes Visuales del Instituto Di Tella.
En 1968 expuso collages en el Instituto de Arte Contemporáneo de Lima.
En 1969 el grupo Boa expuso en la Sociedad Hebraica Argentina.
En 1972 «Nocturnas, aunque coloridas», son la serie de monocopias que trabajó este año y expuso en la sede de la OEA en Washington. De iconografía semejante a la desarrollada en la pintura, la paleta es diferente –producto del uso de tintas gráficas– y las formas más abstractas. La monocopia es obra única como una pintura. Pero su peculiaridad reside en que el resultado es una estampa. Es decir, un original obtenido por medio de una técnica gráfica de impresión. Este procedimiento permite lograr ciertas calidades, como los color plenos, que convierten a la monocopia en una técnica de ricos recursos plásticos.
En 1974 comenzó a trabajar en una serie de dibujos a lápiz donde surgió el tema de la figura humana desnuda, por lo general sugerida a partir de fragmentos. Las figuras generalmente se desenvuelven en espacios geométricos que las contienen. La existencia de dos modos diversos –el naturalista del modelado y el tratamiento en plano de los espacios geométricos– sitúan a la obra en un cruce entre el contenido surreal y el lenguaje formal de la neofiguración.
En 1976 participó de «Pintura Argentina Actual. Dos tendencias» en el Museo Nacional de Bellas Artes, una exposición dedicada a las distintas vertientes geométricas en diálogo con el surrealismo.
En 1977 expuso una serie de óleos y grafito sobre tela de iconografía semejante a la que venía desarrollando en el papel. 
En la década de 1980, retomó el collage en obras que resultan desarrollos de sus animales de los años sesenta. El color cobra una importancia que presagia la vibración de su paleta actual. Su obra de este momento fue abstracta, aunque en ocasiones, la posición de las figuras o su disposición en la composición remiten a paisajes.
En 1992 su obra buscó unir la exploración de la luz, como símbolo esencial de las fuerzas del inconsciente, con la temporalidad. 
Chab nunca abandonó la tinta. Paralelamente a las grandes telas al óleo, la inmediatez del trabajo sobre papel y la ductilidad de la tinta le resulta un medio ideal para el fluir de la conciencia, para ese automatismo que pone entre paréntesis a la razón.
Durante 1999 expuso obra reciente donde predomina el tratamiento figurativo: «Iniciación al placer» o «Vuelo nocturno».
En 2001 expuso obras altamente figurativas las cuales ponen en escena varios de los temas tratados en su larga trayectoria: automatismo versus imagen. Estas mujeres aluden a lo primitivo por una doble vía. Por una parte, lo primitivo en tanto lo primero, en el sentido que otorga el psicoanálisis a este término: lo formante, lo primigenio.

## Premios
- 1947  “Salón MEEBA”, Segundo Premio, Buenos Aires, Argentina.
- 1958 “Premio Franz Van Riel”, Salón de Acuarelistas y Grabadores, Buenos Aires, Argentina.
- “Medalla de Plata”, Exposición Universal de Bruselas, Bélgica.
- 1959  “Primer Premio Olivetti Argentina”, Buenos Aires, Argentina.
- 1965  “Primer Premio Salón de Artistas Jóvenes de Argentina". ESSO”, Buenos Aires, Argentina.
- 1966  “Mención de Honor”, Primer Salón del Tapiz, Buenos Aires, Argentina.
- 1967  "Premio Internacional Rubén Darío", Primer Premio. Nicaragua. Rubén Darío, Primer Premio. Nicaragua.

## Exposiciones individuales
1956 Galería Arte Bella. Montevideo, Uruguay.
1957 Galería Rubbers. Buenos Aires, Argentina.
1964 Pan American Union. Washington, Estados Unidos; Museo de Bellas Artes de Caracas. Venezuela.
1967 Biblioteca Luis Ángel Arango. Bogotá Colombia; Centro de Artes y Letras. San José de Costa Rica.
1968 Centro Internacional para la Juventud. Jerusalén Israel; Instituto de Arte Contemporáneo. Lima, Perú; Galería Dideco.El Salvador, San Salvador.
1972 Pan American Union.Washington, Estados Unidos.
1982 Meeting Point Art Center. Miami, Estados Unidos.
1983 Galería Arte Consult. Panamá.
1988 Kimberly Gallery. Washington, Estados Unidos; Galería Rubbers. Buenos Aires, Argentina; Galería 1-2-3. El Salvador, San Salvador.
1989 Galería Nueve. Lima, Perú; Sala de Arte Contemporáneo. Quito, Ecuador; Galería Durban. Caracas, Venezuela.
1990 Galería Corinne Timsit. Puerto Rico; Galería Magíster Asunción, Paraguay; Park Gallery. Boca Ratón Estados Unidos.
1992 Galería Habitante. Panamá;  Galería Corinne Timsit. Paris, Francia.
1993 Galería Alfred Wild. Bogotá Colombia; Galería Gary Nader. Miami, Estados Unidos; Galería Plástica Contemporáneo Guatemala.
1994 Galería Centoira. Buenos Aires, Argentina.
1995 Galería Camino Brent.Lima, Perú; Galería Rubbers. Buenos Aires, Argentina.

## Exposiciones colectivas
1956 Bienal Internacional de Venecia, Italia
1958 Exposición Universal de BruseIas, Bélgica
1960 Premio Torcuato Di Tella. Buenos Aires, Argentina 1964; New Art of Argentina. Walker Art Center. Minneapolis, Estados Unidos; Bienal internacional de Venecia, Italia
1967 Premio Palanza; Galería Witcomb. Buenos Aires, Argentina; Trienal Internacional de Pittsburg, Estados Unidos
1989 Masters of Latin America and the Caribbean. Museum of Modern Art of Latin America, Estados Unidos
1992 Surrealismo Nuevo Mundo. Biblioteca Nacional. Buenos Aires, Argentina
1994 Small Works, Great Masters. Galería Gary Nader. Miami, Estados Unidos; Premio Trabucco 1994. Museo Nacional de Bellas Artes. Buenos Aires, Argentina
1996 A Selection of Works from The University of Essex. Collection of Latin American Art. Londres, Reino Unido

## Museos que tienen su obra
Museo Nacional de Bellas Artes de Buenos Aires, (Argentina).
Museo de Arte Moderno de Buenos Aires, (Argentina).
Museo de Arte Contemporáneo de Buenos Aires, (Argentina).
Museo de Arte Contemporáneo Raúl Lozza, (Argentina)
Museo de Bellas Artes de Mar del Plata, (Argentina).
Museo de Bellas Artes de Tres Arroyos, (Argentina).
Museo de Bellas Artes de Caracas, (Venezuela).
Museo de Bellas Artes de Ponce, (Puerto Rico).
Museo Forma. San Salvador.
Bolsa de Comercio de Buenos Aires, Argentina.
Museo Emilio Petorutti. Asunción del Paraguay.
Museo Lino Eneas Spilimbergo. La Paz, (Bolivia).
Museum of Modern Art of Latin América. Washington, (Estados Unidos).
Carrol Reece Museum. Tennessee, (Estados Unidos).
Lowe Art Museum. Miami, (Estados Unidos.
Colección Permanente Banco de la República. Bogotá, (Colombia).
Museo de Arte de las Américas. Managua, (Nicaragua).
Museo del Grabado. Buenos Aires, (Argentina).
Centro de Arte Contemporáneo. Chateaux Carreras. Córdoba, Argentina.
Embajada Argentina. Washington, (Estados Unidos).
Museo Paraguayo de Arte Contemporáneo. (Paraguay).
Museo de Arte Americano de Maldonado, (Uruguay).
Museo Provincial de Bellas Artes Dr. Pedro Martínez. Paraná, (Argentina).
Museo de Arte Contemporáneo. (Panamá).
Museo Provincial de Dibujo y Grabado. Concepción del Uruguay. Entre Ríos, (Argentina).
University of Essex Collection of Latin American Art. (Inglaterra).
Museo José Luis Cuevas. (México).
Mudic Museo de Dibujo Contemporáneo Santo Domingo, (República Dominicana).
Museo de Artes Plásticas Eduardo Sivori. Bs. As. (Argentina).
Museo Rally. Punta del Este. (Uruguay).
Comisión Nacional de Energía Atómica. Bs. As. (Argentina).
Museo Irureta. Tilcara. Jujuy. (Argentina).
Latin American Art Museum. Long Beach. (Estados Unidos).